# 간다 게이스케
간다 게이스케(일본어: 神田 圭介, 1992년 1월 29일 ~ )는 일본의 축구 선수이다.

## 국가대표팀 경력
그는 2009년 FIFA U-17 월드컵에 참가할 일본 U-17 국가대표팀에 발탁되었다.